# Heinz Hilgert
Heinz Hilgert (* 30. Dezember 1953 in Lemgo) ist ein deutscher Bankmanager. Seit 2010 ist er Geschäftsführer der TransVise GmbH.

## Ausbildung und Beruf

### Studium und Berufseinstieg
An der Universität Duisburg studierte Hilgert Wirtschaftswissenschaften. Anschließend begann er im Jahr 1979 seine Berufslaufbahn bei der Chase Manhattan Bank. Danach arbeitete er in leitenden Positionen im Investmentbanking von Trinkaus & Burkhardt in Düsseldorf und Sal. Oppenheim in Köln.

### Karriere im genossenschaftlichen Bankenverbund
Im Jahr 1996 wechselte er zur SGZ-Bank, bei der er 1997 in den Vorstand berufen wurde. Nachdem die SGZ-Bank 2000 zur GZ-Bank und 2001 weiter zur DZ Bank fusioniert worden war, gehörte er von 2001 bis Oktober 2007 dem Vorstand der DZ Bank an, zuletzt als stellvertretender Vorstandschef. In dieser Funktion war er außerdem Aufsichtsratsvorsitzender der Union Investment, Vorsitzender des Verwaltungsrats der DZ Bank International in Luxemburg, Präsident des Verwaltungsrats der DZ Privatbank Schweiz sowie Aufsichtsratsvorsitzender der norisbank.

### Vorstandsvorsitzender der WestLB
Am 1. Mai 2008 wurde Hilgert als Nachfolger von Alexander Stuhlmann zum Vorstandsvorsitzenden der WestLB in Düsseldorf berufen. Am 18. Mai 2009 trat er von diesem Amt zurück. Nach seinem Weggang von der WestLB gründete er die TransVise GmbH, deren Geschäftsführender Gesellschafter er ist.
Vom 1. Juni 2008 bis 18. Mai 2009 war Hilgert Mitglied des Verwaltungsrates der DekaBank Deutsche Girozentrale.

## Familie und Privates
Heinz Hilgert ist zum dritten Mal verheiratet mit Gabriela Hilgert. Er hat drei Kinder.